# Hardenbergia violacea
Hardenbergia violacea är en ärtväxtart som först beskrevs av George Voorhelm Schneevoogt, och fick sitt nu gällande namn av William Thomas Stearn. Hardenbergia violacea ingår i släktet Hardenbergia och familjen ärtväxter. Inga underarter finns listade i Catalogue of Life.

## Bildgalleri

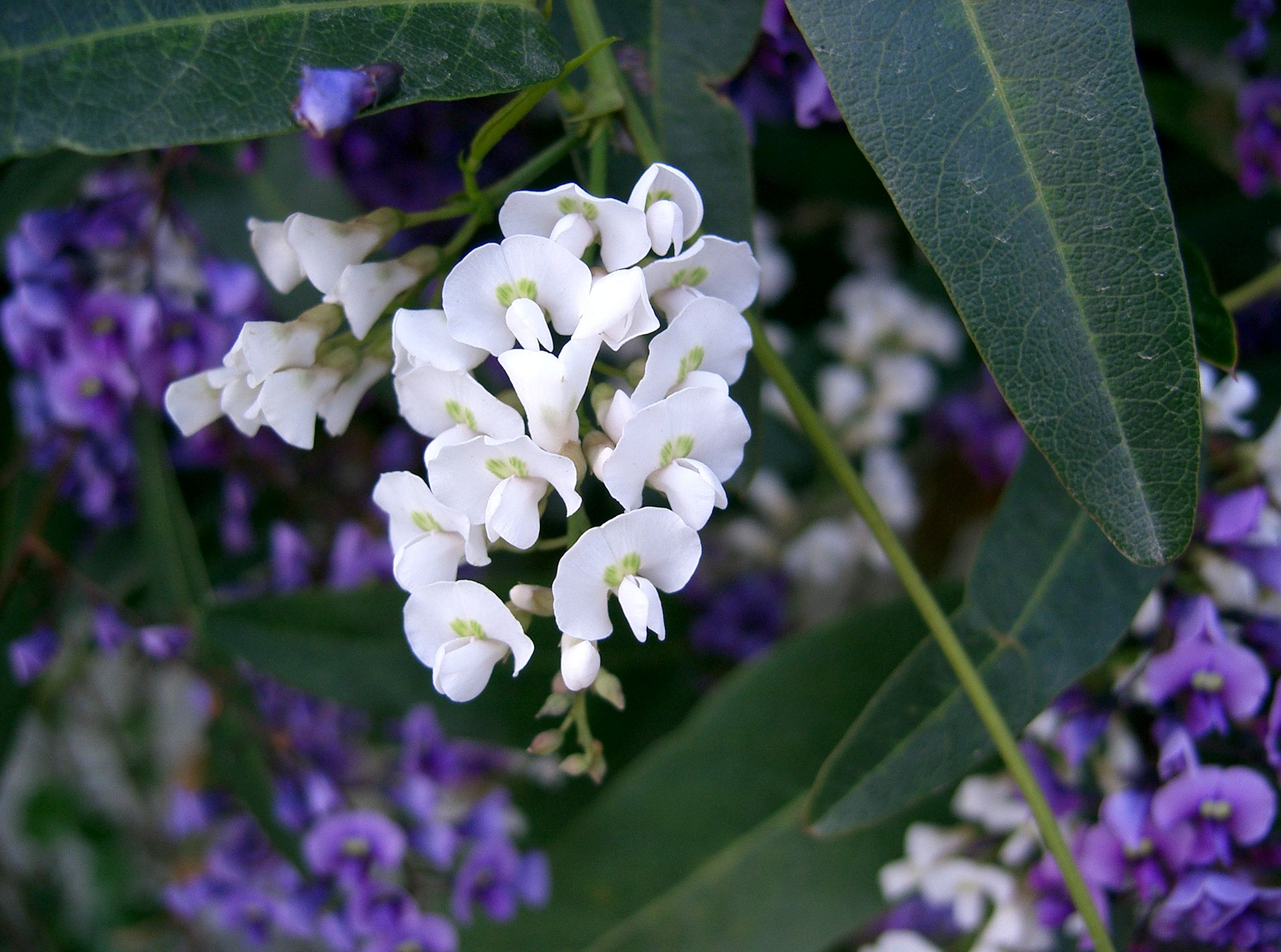
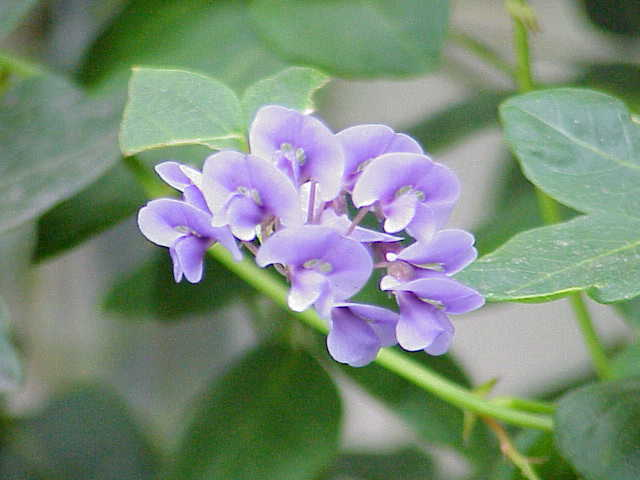
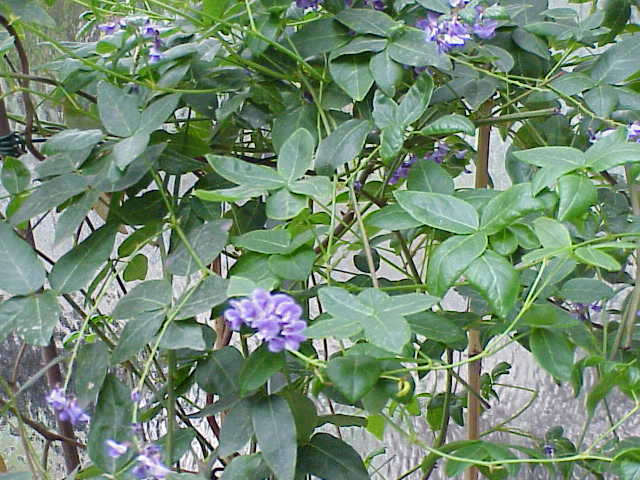
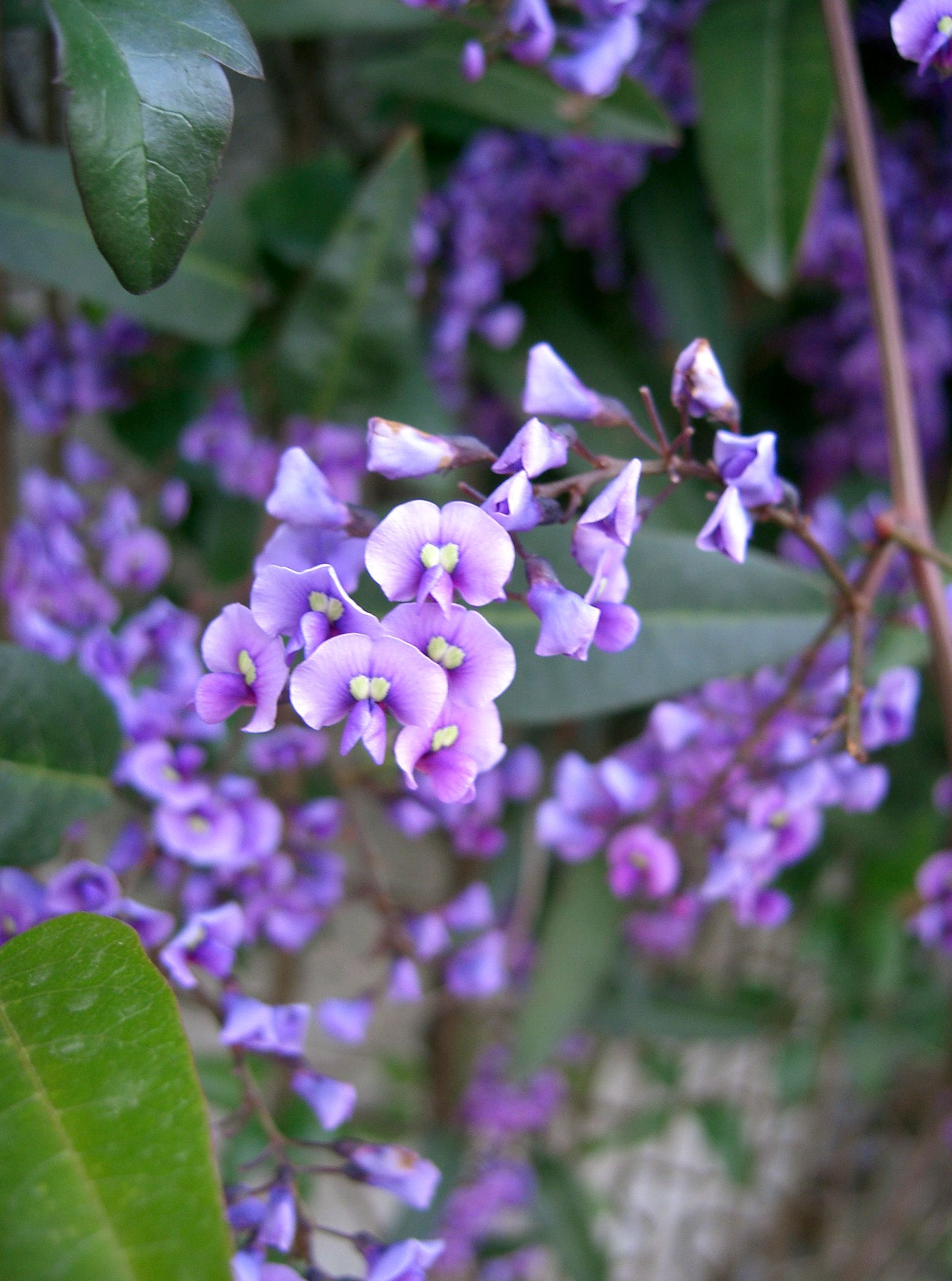
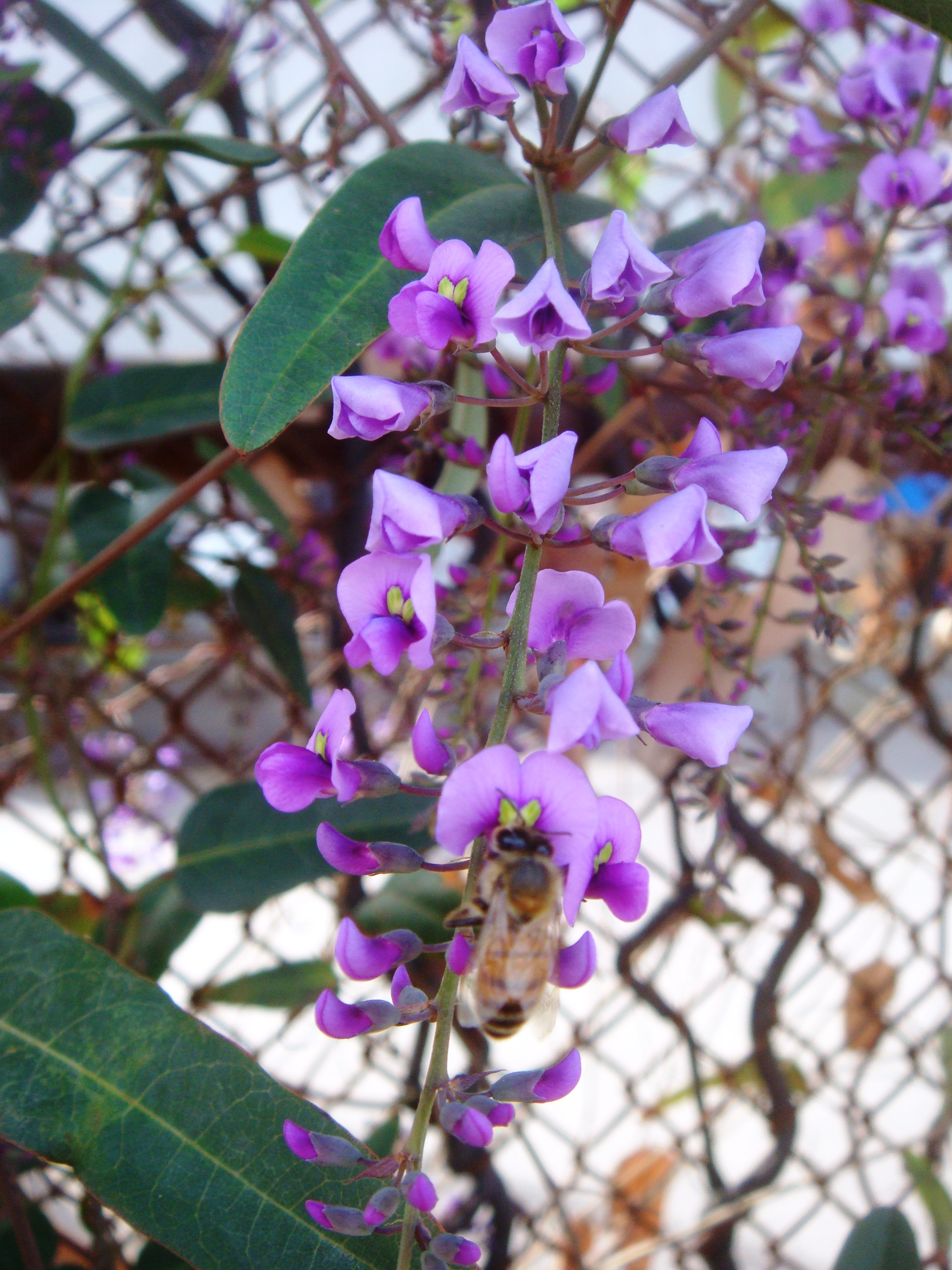
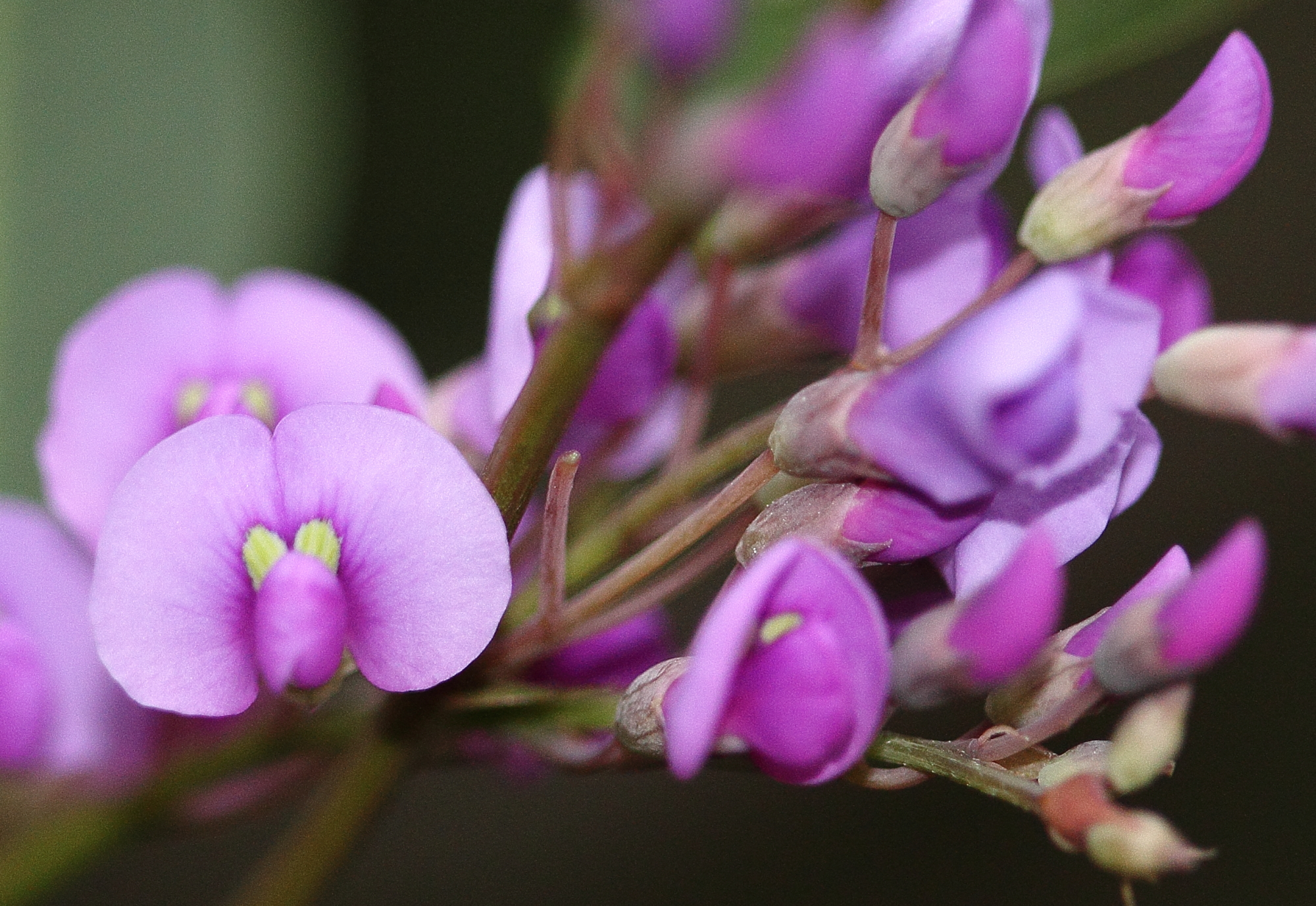